# Бжекінець
Бжекінець (пол. Brzekiniec, нім. Braknitz) — село в Польщі, у гміні Будзинь Ходзезького повіту Великопольського воєводства.
Населення — 233 особи (2011).
У 1975-1998 роках село належало до Пільського воєводства.

## Демографія
Демографічна структура станом на 31 березня 2011 року:
|          | Загалом | Допрацездатний вік | Працездатний вік | Постпрацездатний вік |
| -------- | ------- | ------------------ | ---------------- | -------------------- |
| Чоловіки | 123     | 32                 | 82               | 9                    |
| Жінки    | 110     | 23                 | 69               | 18                   |
| Разом    | 233     | 55                 | 151              | 27                   |